# Marcel Philipp

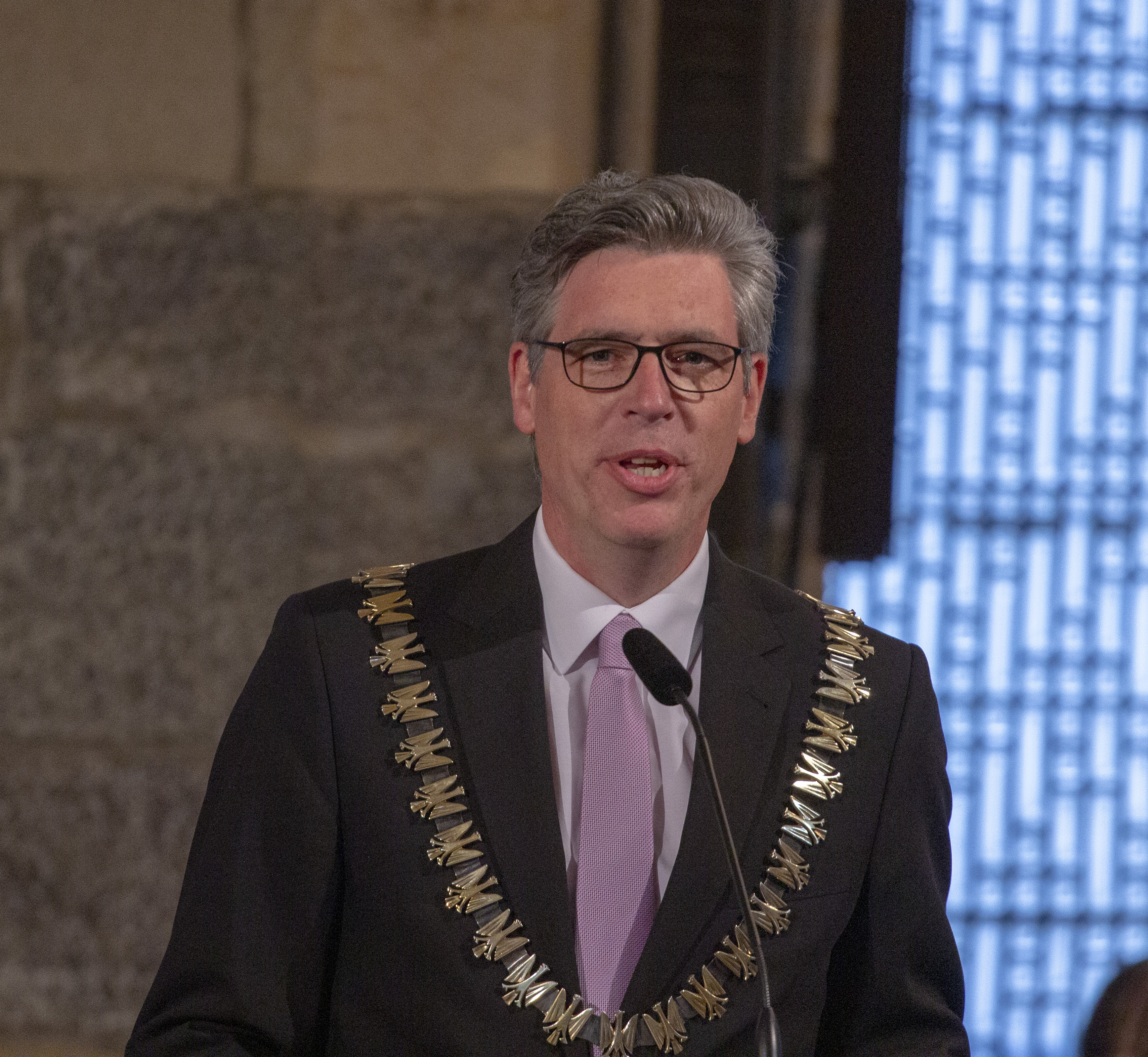
Marcel Philipp, 2019

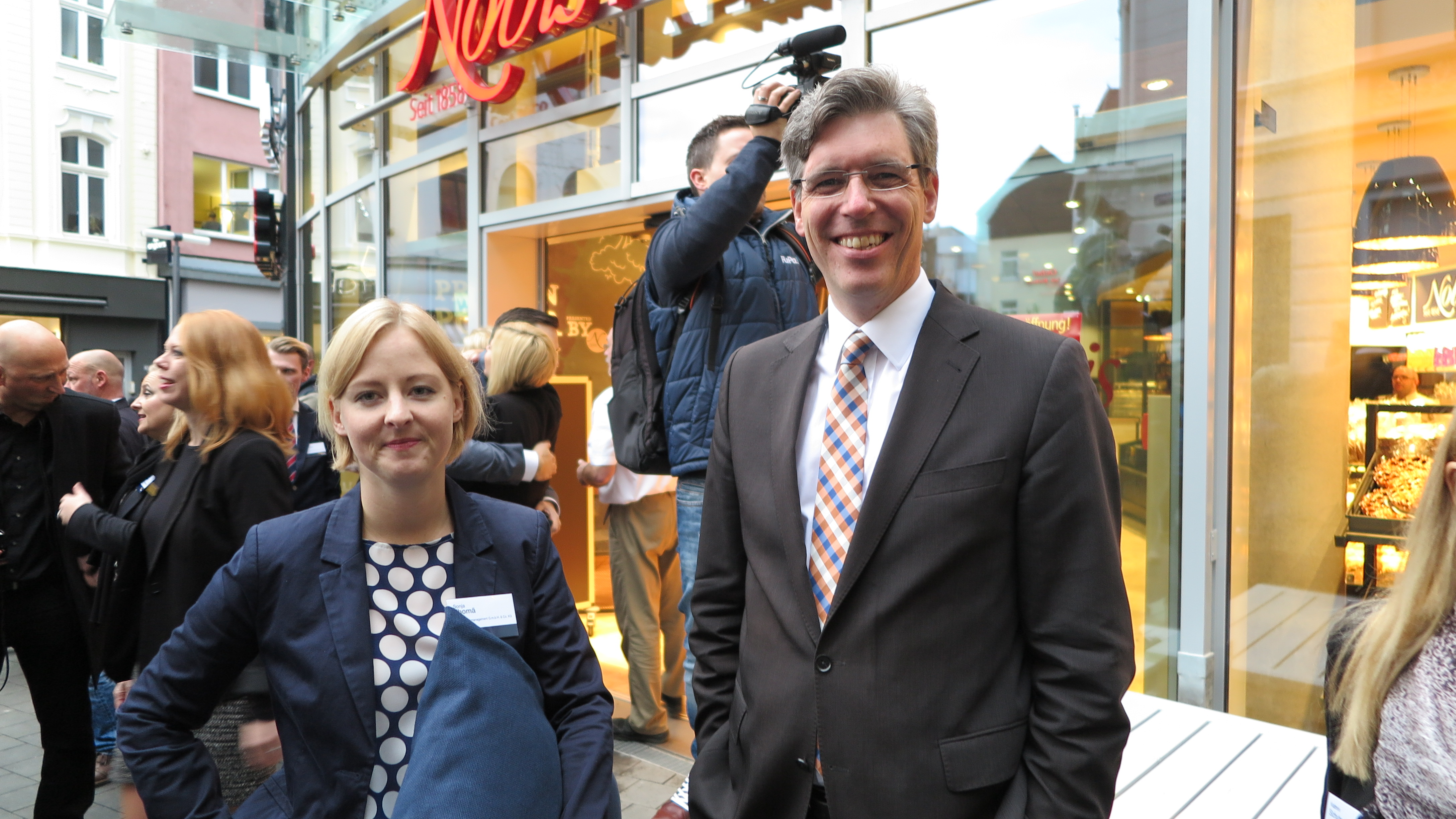
Marcel Philipp bei der Eröffnung des Aquis Plaza, 2015

Marcel Philipp (* 7. Mai 1971 in Aachen) ist ein deutscher CDU-Politiker und war von 2009 bis 2020 Oberbürgermeister der Stadt Aachen. 

## Beruflicher Werdegang
Philipp wurde im Aachener Stadtteil Burtscheid geboren. Er besuchte von 1981 bis 1990 das Bischöfliche Pius-Gymnasium Aachen. Nach Absolvieren des Grundwehrdienstes der Bundeswehr begann er 1991 eine Malerlehre (Restaurator im Malerhandwerk) im elterlichen Betrieb in Burtscheid, der von ihm ab 1996 in dritter Generation als geschäftsführender Gesellschafter und Betriebswirt des Handwerks weitergeführt wurde. Ein Jahr zuvor absolvierte er die Meisterprüfung im Maler- und Lackiererhandwerk und erlangte im selben Jahr den Abschluss als staatlich geprüfter Betriebswirt des Handwerks. 1999 schloss er zudem die Weiterbildung zum staatlich geprüften Restaurator im Malerhandwerk ab. Seine Tätigkeit in der Emil Philipp GmbH ließ Marcel Philipp jedoch ruhen, nachdem er im Jahr 2009 im Rahmen der Kommunalwahl für die CDU antrat und zum Oberbürgermeister der Stadt Aachen gewählt wurde.
Seit 1. November 2020 gehört Phillip zum erweiterten Kreise der Geschäftsleitung der e.2Go GmbH.

## Politischer Werdegang
Marcel Philipp trat 1989 in die CDU ein. Er war von 1991 bis 1997 Vorsitzender des Aachener CDU-Stadtbezirksverbands Frankenberg. 1994 wurde er Mitglied im Wohnung- und Liegenschaftsausschuss der Stadt Aachen und ist seit 1999 Mitglied des Rates der Stadt Aachen, wobei er hier wirtschaftspolitischer Sprecher der CDU-Fraktion war. Im Jahr 2002 rückte er als Nachfolger des verstorbenen Manfred Bredohl in den Vorstand der CDU-Fraktion nach. In den Jahren 2004 bis 2009 war er stellvertretender Vorsitzender der Verbandsversammlung der Städteregion Aachen. Insbesondere war er Vorsitzender des Ausschusses für Wirtschaft, Wissenschaft und europäische Angelegenheiten der Stadt Aachen, Mitglied im Planungsausschuss und im Hauptausschuss sowie Mitglied in den Aufsichtsräten der Energieversorgungs- und Verkehrsgesellschaft Aachen, der Aachener Parkhaus GmbH (APAG) und der Aachener Gesellschaft für Innovation und Technologietransfer (AGIT). Seit 2007 war er stellvertretender Fraktionsvorsitzender der CDU-Fraktion im Stadtrat. Bei der Oberbürgermeisterwahl am 30. August 2009 wurde Philipp mit 43,3 % der Stimmen zum neuen Aachener Stadtoberhaupt gewählt, wobei er sich knapp gegen den SPD-Kandidaten Karl Schultheis (40,1 %) durchsetzte. Am 21. Oktober 2009 übernahm er das Amt als Oberbürgermeister der Stadt Aachen von seinem Vorgänger Jürgen Linden. Am 25. Mai 2014 wurde er mit 50,5 % im Amt bestätigt. Er hatte von der Möglichkeit der Verkürzung seiner sechsjährigen Amtszeit zum Zweck der Zusammenlegung von Wahlen Gebrauch gemacht.
Eine politische Niederlage erlitt er beim Projekt Campusbahn, zur Wiedereinführung einer Straßenbahn in Form einer modernen Stadtbahn, das am 10. März 2013 an einem Bürgerentscheid scheiterte.
Im August 2019 verkündete er, 2020 nicht erneut zur Oberbürgermeisterwahl anzutreten und sein Amt als Oberbürgermeister aufzugeben. Zu seiner Nachfolgerin wurde am 27. September 2020 Sibylle Keupen gewählt. Am 31. Oktober 2020 übergab er sein Amt als OB der Stadt Aachen an seine Nachfolgerin und wurde am 1. November 2020 zum CEO des Mobility Service Provider e.2GO GmbH berufen.

## Leben
Marcel Philipp ist verheiratet und hat zwei Kinder. Sein Vater ist Dieter Philipp, der ehemalige Präsident des Zentralverbands des Deutschen Handwerks.
Philipp ist Mitglied der Erholungs-Gesellschaft Aachen 1837.